# Preisich Kornél
Preisich Kornél (Szolnok, 1869. június 15. – Budapest, 1955. január 1.) gyermekorvos, az orvostudományok doktora.
A budapesti egyetemen végezte tanulmányait, 1894-től a Stefánia gyermekkórház, majd 1904-től a Szent László Kórház főorvosa, magántanár, kutatásokat végzett a gyermekkori heveny fertőző betegségekkel és a gyermekkori tuberkulózissal kapcsolatban.

## Család
Neológ, asszimilálódott zsidó családból származott, majd az 1900-as évek elején reformátussá keresztelkedett. Apja, Preisich Adolf szesz-, bor- és terménykereskedő 1864-ben vette feleségül Kuffler Jozefint, és kibérelték a rákóczifalvi Rákóczi-vadászkastélyt, és a hozzá tartozó birtokot. Itt született Kornél 1869-ben. Két bátyja volt, Vilmos és Zsigmond, majd két húga született, Friderika, valamint Gizella. Négy éves korában csigolyagyulladást állapítottak meg nála, Budapestre és Bécsbe vitték orvosokhoz. Gipszágyba fektették, de ez sem segített, 16 éves korára teljesen kialakult púpossága. 1879-ben Szolnokra költöztek, majd nem sokkal később apja elhunyt. 1908-ban, 39 évesen vette el feleségül Wessel Margitot Budapesten, és egy évvel később megszületett fiuk, Preisich Gábor, majd 1915-ben lányuk, Irén.

## Orvosi pályája
Budapestre költöztek, ahol orvosnak kezdett tanulni. Harmadévesen gyakornok lett Petrik Ottónál a neves kórboncnok professzornál, majd a Stefánia gyermekkórházban Bókay János professzornál, de igazi barátja és segítője mindvégig Petrik maradt. 1900 januárjában megpályázott egy külföldi ösztöndíjat, és ennek keretében kiutazott Párizsba, a Pasteur intézetben Ilja Mecsnyikov professzornál tanult. 1904-től a Szent László Kórház főorvosa lett Gerlóczy Zsigmonddal együtt. 1906-ban egyetemi magántanári kinevezést kapott. Közben praxisa egyre nőtt, Budapestre és vidékre is hívták konzíliumba. Sok fiatal orvossal, mint Heim Pál, Berend Miklós, Beck Soma és Krompecher Ödön szoros barátságba került, és sokat dolgoztak együtt. Kereste a diftéria, a tífusz és a vérhas betegségek legjobb kezelési módszerét. A Tanácsköztársaság alatt ő lett a Szent László Kórház igazgatója, emiatt 1920-ban fegyelmi vizsgálatot indítottak ellene. Kizárták az orvosi körökből, felfüggesztették főorvosi állásából. Valószínűleg Gerlóczy Zsigmond vádolta meg, de a három évig tartó fegyelmi vizsgálat végén minden vádpontban ártatlannak minősítették. „B-listás”-nak minősítették, ezért írásait nem publikálhatta, és mikor állásra pályázott, visszautasították kérelmét. Közben praxisa egyre nőtt, ő gyógyította Gulácsy kisfiát, Bródy Sándor gyermekeit és az egész Weiss Manfréd családnak ő volt a gyermekorvosa. 

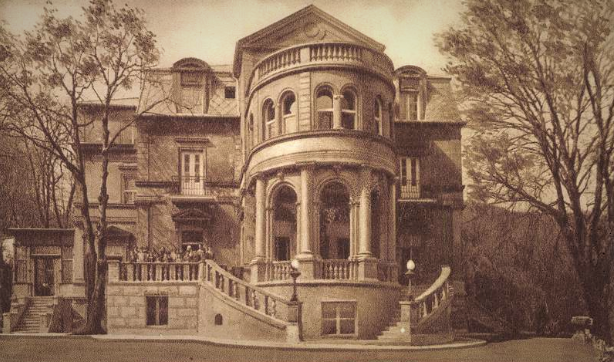
Preisich Gyermekszanatórium a Tündérhegyen

Berenddel már korábban foglalkoztak egy gyermekszanatórium létesítésének gondolatával, őt azonban agyonlőtték a kommün alatt, úgyhogy unokaöccsével együtt vásárolt a Zugligetben egy villát. Ezt vezette több évtizeden keresztül. A második világháború alatt bujkált, a szerencsének köszönhette, hogy családjával együtt megmenekült az üldözéstől. A Zugligeti szanatóriumot államosították, onnantól kezdve 1958-ig az ÁVH birtokolta, majd ismét egészségügyi célokra használták, utoljára az OPNI tündérhegyi részlege működött benne, ez 2009-ben bezárt, azóta az épület üresen áll, fokozatosan romló állapotban.
Halálát tüdőgyulladás és szívhűdés, szívizom elfajulás okozta.

## Művei
- Gyermekgyógyászati kompendium (Bp., 1899) (Berend Miklóssal)
- Az angolkórság (Bp., 1908)
- Általános haematológia (Bp. 1908) (Heim Pállal)
- A gyermekkori betegségek therápiája
- Tuberkulózis a gyermekkorban
- A budapesti típhusz epidemiológiája
- A gyermekek nemi élete